# L'amore molesto (romanzo)
L'amore molesto è il primo romanzo di Elena Ferrante, pubblicato nel 1992 e vincitore del Premio Procida-Isola di Arturo-Elsa Morante.
È un thriller psicologico a sfondo drammatico, in una Napoli popolare , che scava nell'interiorità della protagonista, la quale, durante la ricerca della verità riguardo alla morte inaspettata di sua madre, riscopre angoli nascosti della sua personalità e particolari rimossi della sua vita. Nel 1995 Mario Martone ne diresse la pluripremiata trasposizione cinematografica.

## Trama
Il corpo della madre di Delia, Amalia, viene ritrovato in mare a seguito di quello che sembrerebbe un suicidio tramite annegamento. Delia non crede alla versione ufficiale dei fatti, pertanto cerca di ricostruire passo per passo la vita di sua madre in modo da capire con quali persone avesse avuto a che fare nei suoi ultimi anni e se qualcuna tra esse possa considerarsi responsabile della sua morte.
Presto Delia decide di dedicarsi all'analisi delle figure maschili presenti nella vita di Amalia: il fratello (e zio di Delia) Filippo, un uomo ormai anziano e debole, dal carattere espansivo e estroverso; il marito (e padre di Delia) da cui Amalia era scappata più di vent’anni prima, uomo ottuso, violento ed estremamente geloso; infine Nicola Polledro, detto Caserta, l’affascinante anziano che, nell’ultimo periodo, la vedova De Riso (una vicina di casa) era solita vedere entrare e uscire dall’abitazione di Amalia.
Delia, nel suo doloroso percorso di elaborazione del lutto e ricostruzione dei fatti, passa molto tempo con suo zio Filippo che, in modo confuso e poco attendibile, la aiuta a ricordare alcune tra le crudeli imposizioni e violenze domestiche che Amalia era stata costretta a subire. Durante quest’analisi emerge sempre più nitidamente, come causa di tutto quel male, la figura di Caserta che, per amore o ossessione, aveva sempre cercato di essere presente nella vita di Amalia.
Delia decide di calarsi ancora più a fondo in questa ricerca compulsiva di dettagli sulla vita della madre, passionale, intricata e affascinante, come la figlia l’aveva sempre immaginata. Per far questo decide di cercare Caserta, che sembra voler giocare con lei attraverso confusi segnali, inseguimenti e apparizioni improvvise. Per arrivare a lui, la protagonista decide di rintracciare una sua vecchia conoscenza, Antonio Polledro, figlio di Caserta, con il quale vive un breve episodio sessuale volto ad incarnare sempre più ossessivamente la figura di Amalia e il suo probabile amore per Caserta. 
La ricerca dell’uomo non sembra mirare a concludersi in qualcosa di concreto, bensì sembra destinata a celare l'elemento al centro di tutta la vicenda: l’introspezione di Delia volta alla comprensione dei suoi più oscuri segreti e volta anche all’analisi del morboso rapporto tra lei e sua madre, per la quale nutriva ammirazione e paura, gelosia, curiosità e repulsione sessuale. Il loro era un legame dalle inspiegabili dinamiche, costruito sull’amore, ma anche sul desiderio di rivalsa, lo stesso che aveva spinto Delia, all’età di cinque anni, ad elaborare in modo volutamente errato gli abusi sessuali subiti dall’anziano padre di Caserta. La bambina dell’epoca si era voluta immedesimare nella madre a tal punto da raccontare a suo padre la vicenda delle molestie rendendone, però, protagonisti Amalia e Caserta, in modo da innescare l’ira del violento marito contro la moglie e Caserta.
Questo e molti altri, sono i piccoli segreti che emergono dall’accanita analisi introspettiva a cui Delia si sottopone durante la vicenda e, grazie a ciò, diventa possibile per lei accettare le sue colpe ed elaborare una volta per tutte l’amore-odio che la teneva legata alla madre come un filo spinato.

## Personaggi principali
- Delia: protagonista e narratrice del racconto
- Amalia: madre di Delia, personaggio attorno al quale ruota l’intera vicenda
- Filippo: fratello di Amalia, rimane vicino a Delia lungo il corso degli eventi
- Nicola Polledro (soprannominato “Caserta”): probabile amante di Amalia
- Antonio Polledro: figlio di Caserta e amico d’infanzia di Delia
- Il padre di Delia: violento marito di Amalia
- La vedova De Riso: vicina di casa di Amalia

## Tematiche

### La condizione femminile
Il personaggio di Delia è il primo passo di un lungo percorso compiuto da Elena Ferrante all’interno della psiche femminile, tra coraggio, forza e acume. 
Una peculiarità dell’autrice è, infatti, quella di presentare accuratamente e poi sviscerare, più profondamente possibile, donne intrappolate in vite difficili o situazioni al limite della sostenibilità e della sopportazione. 
Questo iter si ripete in gran parte delle opere e dei racconti della Elena Ferrante.
L’autrice, di fatto, nei suoi romanzi, presenta donne dalla provenienza e dalle caratteristiche simili, intrecciando le loro vite con la storia della città di Napoli, con episodi di violenza incastonati nei loro ricordi, con un idioma duro del quale molte cercano di liberarsi.
Ogni protagonista donna ideata da Elena Ferrante è costretta a confrontarsi con il proprio passato e con il proprio presente, seguendo un lungo percorso di cambiamento e rinascita, reso possibile da una forte auto-disciplina. 
È proprio questo autocontrollo che conduce alla conclusione delle vicende, in cui i personaggi principali arrivano alla piena consapevolezza di loro stessi e alla concretizzazione della capacità di fronteggiare i turbamenti della loro vita.

### Il tema del collasso
Un tema che Elena Ferrante esplora accuratamente è quello del collasso psicologico. In particolare, ciò che più cattura l’attenzione dell’autrice è la lotta interiore che caratterizza la mente umana nel suo tentativo di difendersi dalla perdita di ogni certezza e di mantenersi saldamente attaccata alla realtà.
Elena Ferrante definisce questo tipo di lotte come “battaglie con la morte”, sottintendendo la morte dell’anima e della libertà psicologica femminile. Questo intimo scompiglio si manifesta anche nelle azioni dei personaggi creati dall’autrice, che diventano deboli, inaffidabili e irrazionali; attorno a queste loro difficoltà ruota la maggior parte delle vicende narrate. Nei primi romanzi dell’autrice, questa tematica è molto evidente. Il personaggio di Delia e, parallelamente, quello di sua madre Amalia vengono presentati in dettaglio secondo questa chiave di lettura.

## Edizioni
- La prima pubblicazione risale al 1992, Edizioni e/o, Roma, ISBN 978-88-6632-640-3.
- Nel 2012 le Edizioni e/o (Roma, ISBN 978-88-6632-192-7) hanno pubblicato nuovamente, riunendoli in un unico volume, i primi tre romanzi di Elena Ferrante (L’amore molesto, I giorni dell’abbandono, La figlia oscura) creando così Cronache del mal d’amore, una raccolta di tre storie aventi come filo conduttore l’amore logorante, amaro e sofferente.